# Шлейниц, Александр фон
Александр Густав Адольф фон Шле́йниц (нем. Alexander Gustav Adolf von Schleinitz; 29 декабря 1807, Бланкенбург — 19 февраля 1885, Берлин) — статс-министр Пруссии, министр иностранных дел Пруссии в 1858—1861 годах, министр королевского дома с конца 1861 года.

## Биография
Александр фон Шлейниц происходил из старинного мейсенского дворянского рода, который ещё в XVI веке получил статус имперских баронов. Родился в семье председателя правительства Бланкенбурга и позднее статс-министра герцогства Брауншвейг Вильгельма Карла Фердинанда фон Шлейница (1756—1837) и его супруги Барбары фон Гохштеттер (1768—1819). Александр приходился братом брауншвейгскому статс-министру Вильгельму фон Шлейницу (1794—1856) и председателю правительства Пруссии Юлиусу фон Шлейницу (1806—1865).
Шлейниц изучал юриспруденцию в Гёттингене и Галле. В 1828 году поступил на государственную службу Пруссии, в 1835 году был назначен атташе посольства, в 1840 году — камергером Пруссии, в 1841 году — приглашённым советником в министерстве иностранных дел. В июле 1848 года Шлейниц сменил Генриха Александра фон Арнима на посту министра иностранных дел Пруссии, но уже спустя несколько дней вышел в отставку и был назначен послом Пруссии в Ганновере, Ольденбурге, Брауншвейге и Липпе-Детмольде.
В мае 1849 года Шлейниц вёл переговоры о заключении мира с Данией, в июле 1849 года в правительстве Фридриха Вильгельма фон Бранденбурга вновь получил портфель министра иностранных дел, но 26 сентября 1850 года ушёл с государственной службы в звании гехаймрата из-за своих германских патриотических взглядов, которым не соответствовал курс прусской политики. В отставке проживал в Кобленце и состоял в близких контактах со двором принца Вильгельма и являлся одним из наиболее доверенных лиц принца.
После прихода к власти в Пруссии Вильгельма I, сначала в качестве принца-регента, а затем короля и императора, Александр фон Шлейниц занял в сформированном в ноябре 1858 года правительстве «новой эры» должность министра иностранных дел. Ключевыми направлениями внешней политики при Шлейнице являлись союз с Англией и Австрией, поддержание баланса сил в Европе и укрепление роли Пруссии в Германии. Сложности в работе либерального правительства в области внутренних дел заставили Шлейница подать в октябре 1861 года в отставку и принять на себя обязанности министра королевского дома. Отто фон Бисмарк, возглавивший правительство Пруссии в 1862 году, стал для Александра фон Шлейница личным врагом. Прусские либералы, а иногда и сам Бисмарк рассматривали министерство королевского дома как оппозицию королевы Августы консервативному правительству короля. В 1849—1852 годах Шлейниц являлся депутатом прусского ландтага. 11 июня 1879 года Александр фон Шлейниц получил графский титул по случаю золотой свадьбы императорской четы.
Александр фон Шлейниц в 1865 году женился на Марии фон Бух (1842—1912), которая была младше его на 35 лет. Графиня Шлейниц прославилась как популярная в Берлине хозяйка салона. В браке детей не было. Супруги были похоронены на кладбище троицкой общины в Берлине, могила не сохранилась.